# 1285
| [ Edytuj tabelę ]                          |                                                               |
| Książę Małopolski                          | - 1279 Leszek Czarny 1288                                     |
| Książę Wielkopolski                        | - 1273 Przemysł II 1296                                       |
| Król Albanii                               | - 1272 Karol I 1285 - 1285 Karol II 1301                      |
| Współksiążęta Andory                       | - 1278 Pere d'Urg 1293 - 1278 Roger Bernard I 1302            |
| Król Angkoru                               | - 1244 Dżajawarman VIII 1295                                  |
| Król Anglii                                | - 1272 Edward I 1307                                          |
| Król Aragonii i Walencji, hrabia Barcelony | - 1276 Piotr III Wielki 1285 - 1285 Alfons III Liberalny 1291 |
| Margrabia Brandenburgii                    | - 1267 Konrad 1304 - 1267 Otto IV 1308                        |
| Książę Burgundii                           | - 1272 Robert II 1306                                         |
| Książę Dolnej Bawarii                      | - 1253 Henryk XIII 1290                                       |
| Książę Górnej Bawarii                      | - 1253 Ludwik II 1294                                         |
| Cesarz Bizancjum                           | - 1282 Andronik II Paleolog 1328                              |
| Car Bułgarii                               | - 1280 Jerzy I Terter 1292                                    |
| Cesarz Chin                                | - 1279 Kubilaj-chan 1294                                      |
| Król Cypru                                 | - 1284 Jan I 1285 - 1285 Henryk II 1306                       |
| Król Czech                                 | - 1278 Wacław II 1305                                         |
| Król Danii                                 | - 1259 Eryk Glipping 1286                                     |
| Władca Egiptu                              | - 1279 Kalawun 1290                                           |
| Cesarz Etiopii                             | - 1270 Jykuno Amlak 1285 - 1285 Jagbya Tsyjon 1294            |
| Król Francji                               | - 1270 Filip III Śmiały 1285 - 1285 Filip IV Piękny 1314      |
| Król Gruzji                                | - 1271 Dymitr II Ofiarny 1289                                 |
| Hrabia Holandii                            | - 1256 Floris V 1296                                          |
| Cesarz Japonii                             | - 1274 Go-Uda 1287                                            |
| Kalif                                      | - 1262 Al-Hakim bi-Amr Allah 1302                             |
| Król Kastylii i Leónu                      | - 1284 Sancho IV Odważny 1295                                 |
| Patriarcha Konstantynopola                 | - 1275 Jan XI Bekkos 1289 - 1283 Grzegorz II Cypryjczyk 1289  |
| Władca Korei                               | - 1274 Ch’ungnyŏl 1308                                        |
| Wielki książę litewski                     | - 1282 Dowmunt 1285 - 1285 Butygejd 1291                      |
| Sułtan Maroka                              | - 1259 Abu Jusuf Jakub 1286                                   |
| Książę Moskwy                              | - 1283 Daniel Aleksandrowicz 1303                             |
| Król Nawarry                               | - 1284 Filip I 1305                                           |
| Król Norwegii                              | - 1280 Eryk II Wróg Księży 1299                               |
| Hrabia Palatynatu                          | - 1253 Ludwik II Bawarski 1294                                |
| Papież                                     | - 1281 Marcin IV 1285 - 1285 Honoriusz IV 1287                |
| Król Portugalii                            | - 1279 Dionizy I 1325                                         |
| Sułtan Rumu                                | - 1284 Masud II 1293                                          |
| Książę Rusi halickiej                      | - 1270 Lew I 1300                                             |
| Cesarz Rzymski (niemiecki)                 | - 1273 Rudolf I Habsburg 1291                                 |
| Książę Saksonii                            | - 1260 Albrecht II 1298                                       |
| Król Serbii                                | - 1282 Stefan Urosz II 1321                                   |
| Król Singasari                             | - 1268 Kertanagara 1292                                       |
| Król Szkocji                               | - 1249 Aleksander III 1286                                    |
| Król Szwecji                               | - 1275 Magnus I Birgersson Ladulås 1290                       |
| Doża Wenecji                               | - 1280 Giovanni Dandolo 1289                                  |
| Król Węgier                                | - 1272 Władysław IV Kumańczyk 1290                            |
| Wielki mistrz zakonu krzyżackiego          | - 1283 Burkhard von Schwanden 1290                            |

Rok 1285 / MCCLXXXV
stulecia: XII wiek ~
XIII wiek ~
XIV wiek

lata: 1275 «
1280 «
1281 «
1282 «
1283 «
1284 «
1285
» 1286
» 1287
» 1288
» 1289
» 1290
» 1295

## Wydarzenia w Polsce
- 6 stycznia – arcybiskup gnieźnieński Jakub Świnka zwołał synod w Łęczycy, na którym wydano ustawy nakazujące wygłaszanie kazań w języku polskim.
- Synod w Łęczycy: została podjęta uchwała o obronie języka polskiego.
- Biskup krakowski Paweł z Przemankowa wraz ze świeckimi magnatami opanował całą Małopolskę.
- Przemysł II poślubił Ryksę, córkę Waldemara Birgerssona, zdetronizowanego w 1275 króla Szwecji
- 3 maja – doszło do decydującego starcia w bitwie pod Bogucicami.
- Najazd Litwinów na ziemię lubelską.

## Wydarzenia na świecie
- 2 kwietnia – Honoriusz IV został papieżem.
- 20 maja – Henryk II został królem Cypru i Jerozolimy.
- 5 października – na tron Francji wstąpił Filip IV Piękny. Zasłynął jako ten, który zlikwidował zakon templariuszy.

## Urodzili się
- Elzear z Sabran, francuski hrabia, tercjarz franciszkański, święty katolicki (zm. 1323)
- Ferdynand IV Pozwany, król Kastylii i Leónu w latach 1295-1312 (zm. 1312)

## Zmarli
- 17 lutego – Łukasz Belludi, włoski franciszkanin, błogosławiony katolicki (ur. ok. 1195)
- 28 marca – Marcin IV, papież (ur. ok. 1210)
- 20 maja – Jan I, król Cypru (ur. 1259)
- 23 sierpnia – Filip Benicjusz, włoski serwita, założyciel serwitek, święty katolicki (ur. 1233)
- 9 września – Kunegunda Halicka, księżniczka halicka, królowa czeska (ur. 1246)
- 5 października – Filip III Śmiały, król Francji (ur. 1245)
- 11 listopada – Piotr III Wielki, król Aragonii i Sycylii (ur. 1239 lub 1240)